# Кавіта Кришнамерті
Кавіта Крішнамерті Субраманьям (англ. Kavita Krishnamurthy Subramaniam, там. கவிதா கிருஷ்ணமுர்த்தி சுப்ரமணியம் , уроджена Шарада Крішнамерті, англ. Sharada Krishnamurthy; нар.. 25 січня 1958, Нью-Делі, Індія) — індійська закадрова виконавиця, яка співала пісні на гінді, телугу, маратхі, англійською, урду, тамільською, малаяламською, каннадською, гуджараті, непальською, бенгальською, ассамітською, конкані тощо. Навчаючись класичній музиці, Кавіта Крішнамерті записала понад 25 000 пісень на 16 мовах протягом тривалої кар'єри.
Чотириразова лауреатка Filmfare Award, а також декількох інших музичних нагород. У 2005 році нагороджена урядовою нагородою Падма Шрі.

## Життєпис
Кавіта Крішнамерті народилася 25 січня 1958 року в місті Нью-Делі в тамільській сім'ї ортодоксальних індуїстів з касти Айєр (брахманів-послідовників філософії Вішішта-адвайта). Справжнє ім'я — Шарада Крішнамерті. Її батько був співробітником Міністерства розвитку людських ресурсів Індії.
З дитинства навчалася індійській класичній музиці — спочатку у своєї тітки, місіс Бхаттачарія, яка навчала її Рабіндра Сангіт — пісень, написаних і складеним Рабіндранатом Тагором, заснованим, головним чином, на індійській класичній музиці та народній музиці Бенгалії. Потім навчалася у класичного співака Балрама Пурі.
У віці 8 років завоювала свою першу золоту медаль на музичному конкурсі. Згодом завоювала багато медалей на аналогічних конкурсах. У 1971 році, у віці 13 років, записала свою першу пісню на вірші Рабіндраната Тагора бенгальською мовою на музику композитора Хеманта Кумара разом з легендарною Латою Мангешкар.
У віці 14 років приїхала до Бомбея зі своєю тіткою. Закінчила коледж Святого Ксав'єра, має ступінь доктора економіки. Одночасно з цим шукала можливості стати професійною співачкою.
Ще студенткою була представлена композитору Хеманту Кумару, на запрошення якого стала виступати на його концертах. На одному з таких концертів Кавіту Кришнамерті помітив Манна Дей і запропонував їй співати рекламні джингли.
У 1976 році, завдяки сприянню своєї тітки та її близької подруги Джаї Чакраварті (матері актриси Хеми Маліні), познайомилася з композитором Лаксмікантом, який надав їй шанс виконувати пісні для кінофільмів.
Кавіта Кришнамерті виконувала велику кількість пісень, заснованих на класичній музиці. Протягом своєї кар'єри співпрацювала з різними композиторами, включаючи Р. Д. Бурмана і А. Р. Рахмана. Також виступає в різних музичних реаліті-шоу як співачкою та суддею, виступає з концертами в Індії і за її межами.
У березні 2013 року Кавіта Кришнамерті випустила свій власний додаток, який доступний для безкоштовного завантаження в Apple, App Store і Google Play.

## Творчість
Композитор Лаксмікант Кудалкар (один з двох композиторів творчого тандему Лаксмікат-Пьярелал) запропонував Кавіті Кришнамерті дві альтернативи: відразу почати роботу закадрової виконавиці або пізніше — як співачки. Кавіта обрала друге.
У співпраці з тандемом композиторів випустила декілька хітів. У 1980 році виконала свою першу пісню «Kaahe Ko Byaahi» для фільму «Одружуйся на мені, коханий», в якій продемонструвала свої вокальні можливості. На жаль, пісня була виключена з остаточного монтажу фільму. У 1985 році широку популярність отримала пісня у виконанні Кавіти Крішнамерті «Tumse Milkar Na Jaane Kyon» з фільму «Любов не іграшка» («Кохання не зламати»), яка принесла співачці в 1986 році її першу номінацію на премію Filmfare Award за найкращий жіночий закадровий вокал.
У 1987 році переломним моментом у кар'єрі Кавіти Крішнамерті став успіх фільму «Містер Індія», в якому співачка виконала пісню за актрису Шрідеві. В результаті стали популярними пісні «Miss Hawa Hawaii» і «Karte Hain Hum Pyaar Mr. India Se» (в дуеті з Кішоре Кумаром).
У 1990-х — на початку 2000-х років Кавіта Крішнамерті стала відома як одна з провідних співачок закадрового виконання індійського кіно. Широку популярність отримали заспівані нею пісні для таких фільмів, як «Сага про кохання» («1942: A Love Story»), «Любов всерйоз», «Світ музики», «Девдас» (принесли співачці чотири премії Filmfare Award), а також «Навіки твоя», «Все в житті буває», «І в смутку, і в радості», «Кохання з першого погляду», «Вогонь-свідок». Широку популярність здобули також такі пісні у виконанні Кавіти Крішнамерті, як, наприклад, «I Love My India» («Моя улюблена Індія» з фільму «Обмануті надії»), «Maar Daala» («Моє щастя вбиває мене» з фільму «Девдас»), «Yeh Dil Sun Raha Hain Tere Dil Ki Zubaan» («Це серце чує голос твого серця» з фільму «Світ музики»).
Кавіта Крішнамерті співпрацювала з такими композиторами, як Рахул Дев Бурман, Ану Малік, Баппі Лахірі, А. Р. Рахман, Ісмаїл Дарбар, тандемами композиторів Ананд і Мілінд, Надім Саїфі та Шраван Ратод (частіше згадуються як Надім та Шраван), Джатін та Лаліт.
Крім соло, Кавіта Крішнамерті виконувала і записала дуети з такими співаками, як Кішор Кумар, Суредж Вадкар, Мохаммед Азіз, Кумар Сану, Абхіджіт Бхаттачарія, Вудіт Нараян, Сону Нігам, та ін. Серед жінок-виконавців у Кавіти Крішнамерті були дуети, головним чином, з Алкою Ягнік, Анурадхой Паудвал, Садханою Саргам, Пурнімою та Шреєй Гхошал.
Після одруження в 1999 році Кавіта Крішнамерті скоротила свою діяльність закадрової співачки і почала розширювати спектр своєї творчої діяльності. Була головною солісткою в альбомі Global Fusion, поширеному Warner Bros, який представляє музикантів п'яти континентів. Почала активно вивчати ф'южн (джаз-рок), подорожувати по всьому світу, в тому числі до США, Великої Британії, країн Європи, Африки, Австралії, Південної Америки, на Далекому і Близькому Сході. Виступала у багатьох концертних залах світу, включаючи Альберт-хол (Лондон), Центр виконавських мистецтв імені Джона Кеннеді (Вашингтон), Медісон-сквер-гарден, Лінкольн-центр (Нью-Йорк), Forbidden City Concert Hall[en] (Пекін), а також у Сінгапурі та Куала-Лумпурі.
Співала з оркестрами як солістка, співпрацювала із західними музикантами напрямків джаз і поп-музики. Позичила свій голос для багатьох газелей і музичних альбомів. Співачка Кавіта Кришнамерті дає концерти класичної музики по всій Індії і за її межами.

## Родина
11 листопада 1999 року в Бенгалурі Кавіта Крішнамерті одружилася з відомим музикантом — доктором Лакшмінараяном Субраманіамом. Дітей у пари немає.
У Субраманіама є троє дітей від попереднього шлюбу:
- Бінду Субраманіам — старша дочка, співачка і авторка пісень.
- Нараян Субраманіам (англ. Dr. Narayana Subramaniam) — середній син, лікар.
- Амбіцій Субраманіам[en] — молодший син, скрипаль.

У 2007 році в Бангалорі Кавіта Крішнамерті та її чоловік відкрили музичний інститут під назвою «Академія виконавських мистецтв Субраманіам».

## Нагороди

### Державні
- 2005 — Падма Шрі

### Filmfare Award
| Рік  | Пісня                              | Фільм                                     | Композитор                                                   | Автор слів        |
| ---- | ---------------------------------- | ----------------------------------------- | ------------------------------------------------------------ | ----------------- |
| 1995 | «Pyar Hua Chupke Se»               | «Сага про кохання» («1942: A Love Story») | Рахул Дів Бурман                                             | Джавед Ахтар      |
| 1996 | «Mera Piya Ghar Aaya»              | «Кохання всерйоз»                         | Ану Малік (автор оригінальної версії — Нусрат Фатех Алі Хан) | …                 |
| 1997 | «Aaj Main Upar»                    | «Світ музики»                             | Джатін та Лаліт                                              | Маджру Султанпурі |
| 2003 | «Dola Re» (спільно з Шреєю Гхошал) | «Девдас»                                  | Ісмаїл Дарбар                                                | Нусрат Бадр       |

### Інші
Star Screen Awards
- 1997 — Найкращий жіночий закадровий вокал — за пісню «Aaj Main Upar» у фільмі «Світ музики»
- 2000 — Найкращий жіночий закадровий вокал — за пісню «Hum Dil De Chuke Sanam» у фільмі «Навіки твоя»

Zee Cine Awards
2003 — Найкращий жіночий закадровий вокал — за пісню «Dola Re» у фільмі «Девдас» (спільно з Шреєю Гхошал)
- 2000 — Найкращий жіночий закадровий вокал- за пісню «Nimbooda» у фільмі «Навіки твоя»

IIFA Awards
2003 — Найкращий жіночий закадровий вокал — за пісню «Dola Re» у фільмі «Девдас» (спільно з Шреєю Гхошал)
Other Awards
- Yesudas Award (2008) by Swaralaya, for exceptional contribution to Indian music.
- Kishore Kumar Journalists' / Critics' Award in Calcutta (2002)
- Bollywood Award, held in New York (2000)
- Shri Ravindra Jain Sangeet Samman (2012)

## Фільмографія
- Gour Hari Darshan (2015) — «Babul Mora», «Vaishnava Janato»
- Bazaar E Husn (2014) — «Pyaar Ki Duniya», «Aabru Laaj Saram»
- The Light Swami Vivekananda (2013) — «Kaise Kahu Maan», «Parbhu Ji More Aaugan»
- Aaja Mere Mehboob (2013) — «Hilori Hilori Uthe», «Sawan Ke Jhoole Sajan»
- Baashha (2012) — «Chahra Hain Tera Sunder», «Chahre Pe Dhup»
- Рок-зірка[en] (2011) — «Tum Ko»
- Любимая / Mehbooba (2008) — «Kuch Kar Lo»
- Герої (2008) — «Mannata», «Mannata-Lover's Paradise»
- Yaar Meri Zindagi (2008) — «Raat mein akele mein»
- «Солдат»[en] (2006) — «Mayeraa» (телугу)
- Тадж-Махал: Велика історія кохання (2005) — «Ishq Ki Daastan»
- Повстання: Балада про Мангалі Пандеї (2005) — «Main Vari Vari»
- Chand Bujh Gaya (2005) — «Raheta Nahin Hai Chand Kabhi Chandni Se Dur»
- Це життя / Yehi Hai Zindagi (2005) — «Pairon Ko Pankh Lagakei»
- Ти не самотній (2003) — «En Panchhiyon»
- Повернути сина[en] (2002) — «Hum Tum Mile (Female)», «Aye Chand Dil Ke»
- Мені потрібне лише кохання (2002) — «Chayya Hai Jo Dil», «O Sahiba O Sahiba»
- Живи для мене (2002) — «Tu Hai Sola»
- Девдас (2002) — «Maar Daala», «Kaahe Chhed Mohe», «Hamesha Tumko Chaha», «Dola Re Dola»
- Mero Hajur (2002) — «Ahkeima»
- І в печалі, і в радості (2001) — «Bole Chudiyan», «Vande Mataram»
- Daddy (2001) — «Mandara Buggallo», «Patta Pakkintikodipettani» (телугу)
- Лідер / Nayak: The Real Hero (2001) — «Sooki Sooki Roti»
- Зубейда (Рокове кохання) (2001) — «Dheeme Dheeme», «Main Albeli»
- Вбивця поневолі / Badal (2000) — «Na Milo Kahin Pyaar», «Allah Allah», «Medley Song»
- Заклик[en](2000) — «Kay Sera… Sera», «Sunta Hai Mera Khuda»
- Патріот (Злий умисел)[en] (1999) — «Yeh Jawani Had Kar De»
- Нас не розлучити (1999) — «Chhote Chhote Bhaiyon Ke», «Hum Saath Saath Hain», «Maiyya Yashoda», «Mhare Hiwda», «Sunoji Dulhan»
- Ритми любові (Музика серця)[en] (1999) — «Ishq Bina»
- Навікі твоя (1999) — «Hum Dil De Chuke Sanam», «Aankhon Ki Gustakhiyaan», «Nimbuda Nimbuda»
- Дружина номер один (1999) — «Aan Milo Ya Milne Se»
- Бунтівна душа (1999) — «Kali Nagin Ke Jaisi»
- Kadhalar Dinam (1999) — «Dhandiya Aatamum Poda»
- Mudhalvan (1999) — «Uppu Karuvadu»
- Женись по любові / Pardesi Babu (1998) — «Kya Hai Pyaar Bataao Haa», «Pada Jeena Tere Bin Meri Jaan»
- Обитель кохання / Prem Aggan (1998) — «Hum Tumse Mohabbat Karte Hain»
- Все в житті буває (1998) — «Koi Mil Gaya», «Saajanji Ghar Aaye»
- Напарники[en] (1998) — «Deta Jai Jo Jore»
- Кохання з першого погляду (1998) — «Satrangi Re»
- Двійник (1998) — «Ladna Jhagadna», «Ek Shararat Hone Ko Hai»
- Шипи кохання (1998) — «Tum To Pardesi Ho»
- Do Hazaar Ek (1998) — «Yehi To Pyar Hai», «Tu Qatil Tera Dil Qatil»
- Обмануті надії (1997) — «I Love My India»
- Наречена на двох / Betaabi (1997) — «Don't Take Panga»
- Заречені / Ghoonghat (1997) — «Tu Hi Mera Shiva»
- Кохання без слів (1997) — «Sanso Ki Mala Pe»
- Прихована істина[en] (1997) — «Yeh Pyaar Kya Hai»
- Безтурботні близнюки (1997) — «Tera Aana Tera Jana», «Mere Dil Mein Samana», «Duniya Mein Aye Ho To Love Karlo»
- Музика / Saaz (1997) — «Kya Tumane Ye Kah Diya»
- Поклик землі[en] (1997) — «Dhol Bajne Laga»
- Вогонь-свідок[en] (1996) — «O Yaara Dil Lagana», «O Piya O Piya», «Tu Meri Gulfam Hai», «Wada Karo Dil»
- Любов всерйоз[en] (1996) — «Mera Piya Ghar Aaya», «Jaane Woh Kaisa Chor Tha», «Loye Loye», «Noorani Chehrewale», «Rabi Re Rali», «Mohabbat Ki Nazrein Karam»
- Індійський спадкоємець англійської родини (1996) — «Na Tere Bina»
- Пристрасне кохання (1996) — «Nahin Jeena Yaar Bina»
- Світ музики (1996) — «Yeh Dil Sun Raha Hain Tere Dil Ki Zubaan», «Aaj Main Upar», «Gaate Thay Pehle Akele», «Mausam Ke Sargam Ko Sun»
- Танцор року / Rock Dancer (1995) — «Lounda Badnaam Hua»
- Веселун (1995) — «Pyaar Yeh Jaane Kaisa Hai»
- Три брата (1995) — «E-Ri-Sakhi»
- Pyar Ka Rog (1994) — «Dil Pe Hai Tera Naam»
- Шакал[en] (1994) — «Main Cheez Badi Hoon Mast», «Tu Cheez Badi Hai Mast Mast»
- Сага про кохання (1942: История любви[en]) (1993) — «Rim Jhim, Rim Jhim», «Pyar Hua Chupke Se»
- Життя під страхом (1993) — «Meri Maa Ne Laga Diye»
- Parwane (1993) — «Jee Chahata Hai Tujhey Kiss Karun», «Jis Baatse Darte Thhe Woh Baat Ho Gai»
- Караючий / Aadmi (1993) — «Dil Tere Naam Se Dhadakta Hai», «Yeh Kya Hua Hai Mujko», «Khuda Jaaney»
- Рішення (1992) — «Chhutti Kar Di Meri», «Dekho Dekho Tum», «Kisi Haseen Yaar Ki Talash Hai», «Nayee Surahi Taza Paani», «Sun Mere Sajna»
- Медовий місяць / Honeymoon (1992) — «Main Aurat Tu Aadmi»
- Пой, Радха, співай[en] (1992) — «Hawa Sard Hai»
- Ghazab Tamasha (1992) — «Deewana Deewana», «Ladki Gali Ki», «Chunri Pyar Ki Udi», «Pee Ke Shiv Shankar Ka Pyala»
- Бог свідок[en] (1992) — «Main Tujhe Kabool», «Rab Ko Yaad Karoon», «Main Aisi Cheez Nahin»
- Deshwasi (1991) — «Tere Liya Main Banna Hoon», «Mere Liye Hai Banni Tu», «Ambuva Pe Koyal Boli Hai», «Aaj Holi Hai»
- Добрі товариші[en] (1991) — «Jumma Chumma De De»
- Попри все / Khilaaf (1991) — «Hum Jitni Baar Jiyenge», «Hum Jitni Baar Marenge»
- Торговець / Saudagar (1991) — «Saudagar Sauda Kar»
- Qurbani Jatt Di (1990) — «Tenhu Chor Chor Chor Kahan Ke Kuch Aur»
- Шахрайка[en] (1989) — «Naam Mera Premkali», «Tera Bemar Mera Dil», «Na Jaane Kahan Se Aayi Hain», «Gadbad Ho Gayee», «Bhoot Raja»
- Містер Індія (1987) — «Miss Hawa Hawaii», «Karte Hain Hum Pyaar Mr. India Se», «Zindagi Ki Yahin»
- рідна дитина (1987) — «Jeevan Jyot Jale», «Ek Maa Ka Dil», «Ton Ton Ton», «To Phir Ho Jaye»
- Чарівний діамант (1986) — «Balma Tum Balma Ho Mere Khali Naam Ke»
- Богині / Mazloom (1986) — «Kal Ho Na Ho Jahan Me Yeh Chand Yeh Sitarey»
- Ім'я / Naam (1986) — «Tere Dil Ki Tu Jaane»
- Кохання не зломити[en][7] (1985) — «Tumse Milkar Na Jaane Kyon»
- Коханці / Lovers (1983) — «Aaa Mulaqaton Ka Mausam Aa Gaya»
- Jeevan Dhaara (1982) — «Jaldi Se Aa Mere Pardesi Babul»
- Ladies Tailor (1981)
- Chann Pardesee (1980)
- Одружуйся на мені, коханий (1980) — «Kaahe Ko Byaahi»